# Пиру-Крик
Пиру-Крик (англ. Piru Creek) — крупная река на юге штата Калифорния, США. В административном отношении протекает по северной части округа Лос-Анджелес и по восточной части округа Вентура. Приток реки Санта-Клара. Длина — 114 км, площадь бассейна — 1287 км². Средний расход воды — 2 м³/с.
Берёт начало на склонах горного хребта Санта-Инез, на территории национального леса Лос-Падрес. Высота истока — 1585 м над уровнем моря. Течёт сперва на восток, затем на юг, до впадения в неё притока Седар-Крик, после чего поворачивает на северо-восток и принимает притоки Шип-Крик и Мутау-Крик. Далее Пиру-Крик принимает приток Локвуд-Крик, после чего течёт через каньон.
Ниже по течению на реке расположено водохранилище Пирамид, созданное в результате строительства одноимённой плотины в горах Сан-Эмидьо. Ниже водохранилища река течёт в южном направлении через ущелье Пиру в горах Топатора, где образует водопады Пиру-Крик. Далее река продолжает течь на юг через каньон Черри и принимает приток Осито. Далее Пиру-Крик резко поворачивает на запад, входя в другое ущелье, а затем также резко поворачивает на юг и здесь принимает притоки Фиш-Крик, Тёртл-Крик, Майкл-Крик и Агуа-Бланка-Крик. Ниже по течению на реке расположено второе водохранилище — Пиру.
Ниже водохранилища Пиру долина реки расширяется, русло начинает меандрировать. Впадает в реку Санта-Клара в городке Пиру. Высота устья — 196 м над уровнем моря.